# Тухлін (Вармінсько-Мазурське воєводство)
Тухлін (пол. Tuchlin, нім. Tuchlinnen) — село в Польщі, у гміні Ожиш Піського повіту Вармінсько-Мазурського воєводства.
Населення — 155 осіб (2011).
У 1975—1998 роках село належало до Сувальського воєводства.

## Демографія
Демографічна структура станом на 31 березня 2011 року:
|          | Загалом | Допрацездатний вік | Працездатний вік | Постпрацездатний вік |
| -------- | ------- | ------------------ | ---------------- | -------------------- |
| Чоловіки | 77      | 15                 | 50               | 12                   |
| Жінки    | 78      | 19                 | 43               | 16                   |
| Разом    | 155     | 34                 | 93               | 28                   |